# D-alanina gamma-glutammiltransferasi
La D-alanina gamma-glutammiltransferasi è un enzima appartenente alla classe delle transferasi, che catalizza la seguente reazione:
L-glutammina + D-alanina ⇄ NH3 + γ-L-glutammil-D-alanina
La D-fenilalanina e il D-2-aminobutirrato possono anche agire da accettori, ma più lentamente. L'enzima catalizza anche alcune delle reazioni della gammaglutammiltransferasi (numero EC 2.3.2.2).